# Blockhouse Point (hrabstwo Colchester)
Blockhouse Point – przylądek (point) w kanadyjskiej prowincji Nowa Szkocja, w hrabstwie Colchester (45°44′14″N, 63°19′09″W), wysunięty w zatokę Tatamagouche Bay, na jej zachodnim brzegu; nazwa urzędowo zatwierdzona 5 stycznia 1945.